# HP-97

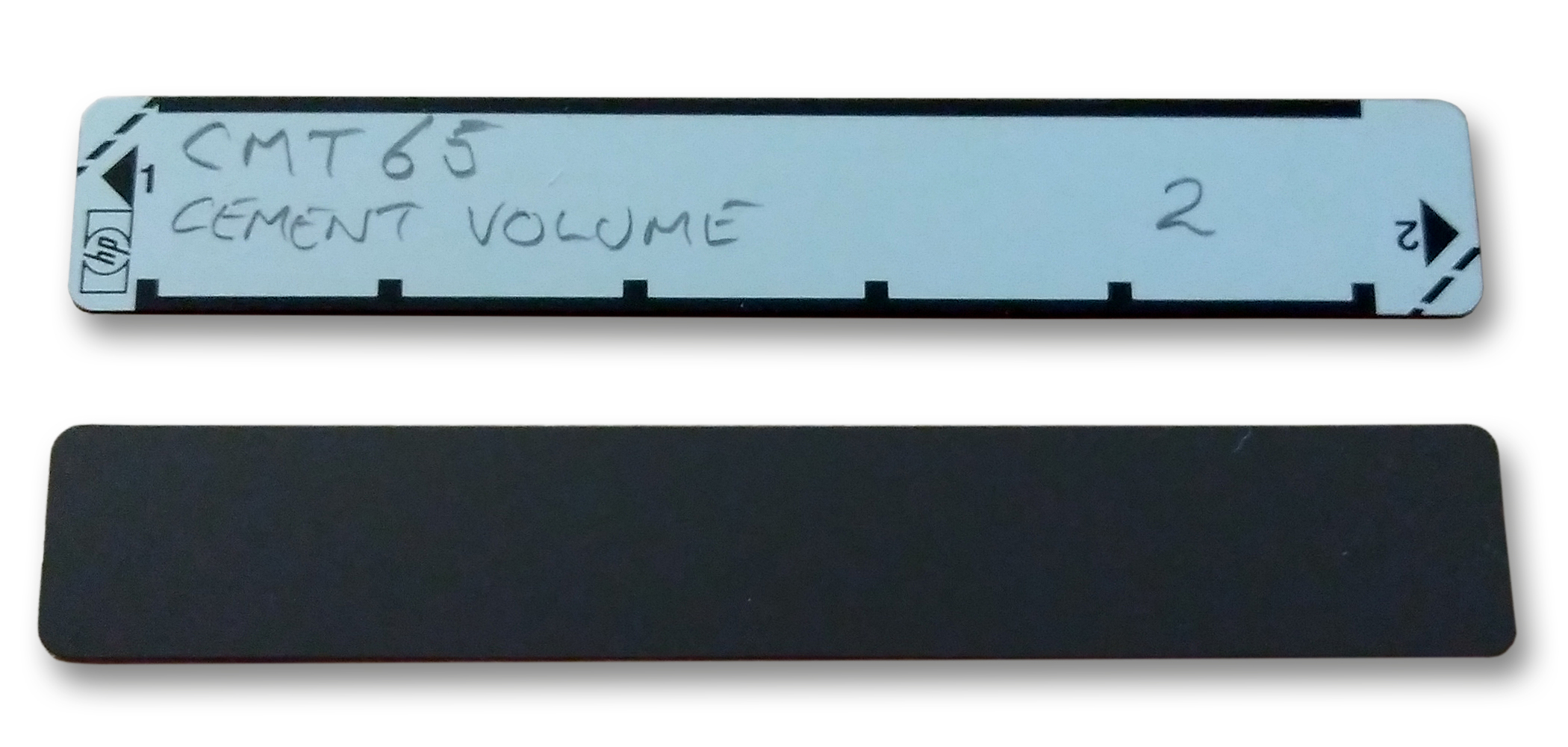
Image de la calculatrice HP-97

La HP-97 est une calculatrice de bureau de la marque Hewlett-Packard qui apparaît en 1977, similaire à une HP-67 (une version de poche), mais avec imprimante thermique intégrée. En matière de programmation, la compatibilité entre ces deux modèles est totale et se fait par l'intermédiaire de cartes magnétiques interchangeables. Cela donnera naissance à la création de clubs d'échanges de logiciels et d'astuces à travers le monde. Cette logique de compatibilité sera mise à profit avec la sortie, en 1979, du système basé autour de la HP-41 et des versions suivantes.